# Minipi Lake
Minipi Lake (Innu: Minai-nipi) is een meer in de Canadese provincie Newfoundland en Labrador. Het meer bevindt zich in het zuiden van de regio Labrador.

## Toponymie
De Engelstalige naam Minipi Lake en de door de inheemse Innu gebruikte benaming Minai-nipi hebben beide een officiële status. De Innunaam Minai-nipi (IPA: [mənej-nəpi:]) valt te vertalen als "kwabaalmeer".

## Geografie
Het meer bevindt zich te midden van de afgelegen Labradorse taiga op ruim 35 km ten noorden van de grens met Québec. Met een oppervlakte van 97 km² is het een van de grootste meren van zuidelijk Labrador. Limnologisch gezien is het een riviermeer.
Met een totale lengte van zo'n 55 km (noordwest-zuidoost) tegenover een gemiddelde breedte van zo'n 2–3 km valt Minipi Lake bijzonder langwerpig te noemen. In het noorden kent het een versmalling waar het meer op het smalste punt nog minder dan 200 m breed is.
Minipi Lake vormt het bronmeer van de rivier de Minipi, een van de belangrijkste zijrivieren van de Churchill. Deze noordwaarts stromende rivier verlaat het meer in het uiterste noorden. Enkele naamloze rivieren monden uit in Minipi Lake, waaronder de uitstroom van Anne Marie Lake.

## Vissen en vistoerisme
Minipi Lake is, tezamen met de eruit stromende Minipi, erg geliefd bij vissers omdat het een van de beste plaatsen ter wereld is om te vissen op bronforel. Er zijn op het meer acht wereldrecords gevestigd op het vlak van zwaarste bronforelvangst (met twee verschillende types vislijn). Er kunnen daarnaast ook grote trekzalmen en snoeken gevangen worden.
Sinds 1988 bevindt zich aan het noordelijke uiteinde van het meer de grote Minipi Lake Lodge, waar plaats is voor een gelijktijdig verblijf van tien vistoeristen (naast begeleiders). Een verblijf wordt meestal geboekt voor een hele week daar de locatie enkel bereikbaar is via een watervliegtuig vanuit het bijna 100 km noordelijker gelegen Happy Valley-Goose Bay.

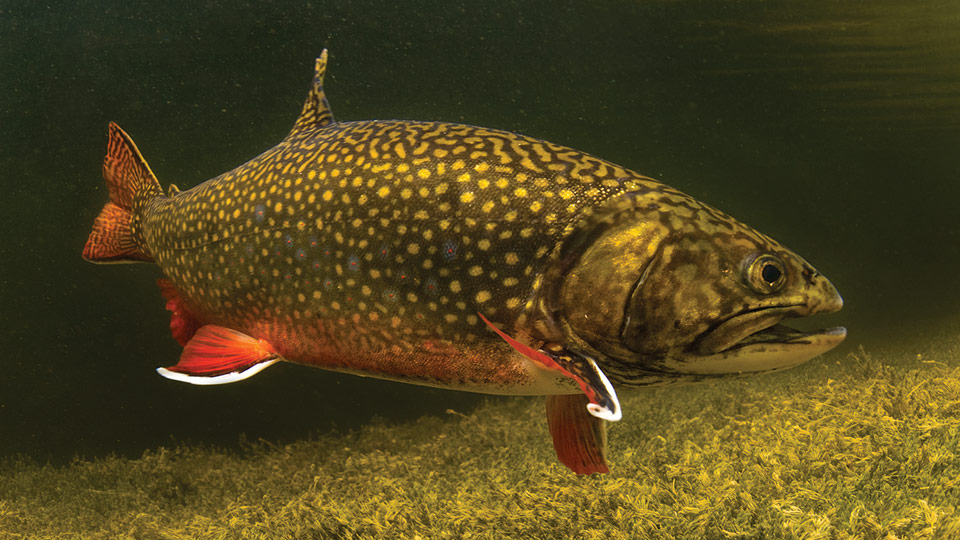
Een bronforel